# Andreas (remorqueur)
Pour les articles homonymes, voir Andreas (homonymie).
Le Andreas est le plus grand remorqueur à vapeur européen encore fonctionnel avec une machine à vapeur à triple-expansion. Aujourd'hui, il peut être vu au Musée allemand des techniques de Berlin dans le port historique berlinois (Historischer Hafen Berlin ).

## Historique
La coque a été achevée en 1944 au chantier naval Gebr. Wiemann (de). Un moteur diesel avait été prévu initialement, qui a été détruit par les effets de la guerre. Le remorqueur est resté en attente dans le chantier naval. Une machine à vapeur, longtemps stockée au chantier naval, ne fut installée qu'en 1950 . 
Le remorqueur était principalement utilisé sur l'Elbe entre Niegripp et Magdebourg. Des missions ont également été effectuées sur la rivière Saale entre Barby et Halle. Dans les années 1960, il était également utilisé dans la zone du canal entre Niegripp et Nedlitz, et Hohensaaten et Fürstenberg. 
En 1970, Andreas a été mis hors service et stationné en permanence à Rummelsburger See. Là, le navire a été utilisé comme installation de chauffage pour un immeuble de bureaux de l'Elektro-Apparate-Werke (en) et a ainsi pu éviter le sort de nombreux remorqueurs à vapeur, qui ont été mis au rebut.

### Préservation
En septembre 1991, la Berliner Schifffahrtsgesellschaft a acquis le navire et l'a remis en état de marche. Pendant la saison estivale, il est utilisé pour des excursions et pour des événements traditionnels de bateaux à vapeur.

## Galerie
- Schéma du Andreas

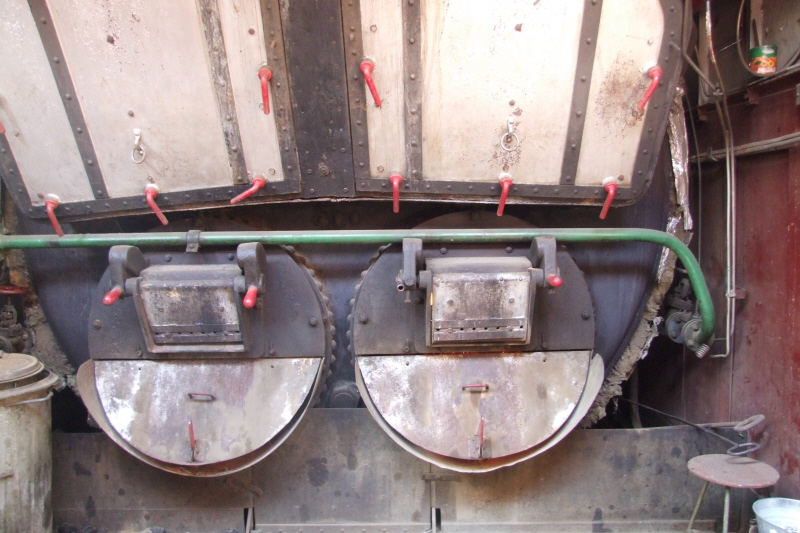
Leschaudières
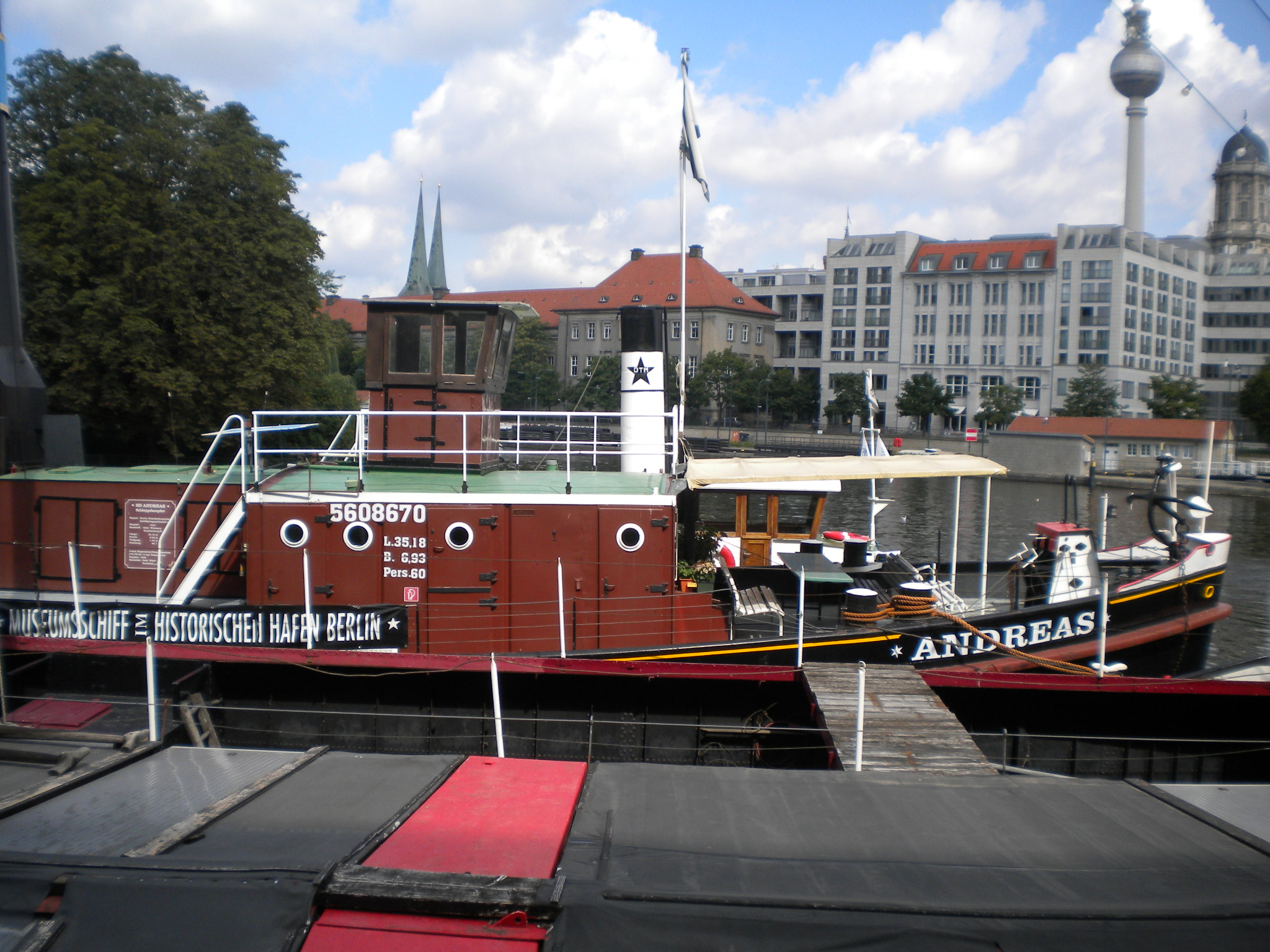
Embarcadère